# Кристофоро Романо
Джан Кристофоро Романо (итал. Gian Cristoforo Romano; 1456, Рим — 1512, Лорето) — итальянский скульптор и медальер эпохи Высокого Возрождения.

## Биография
Кристофоро Романо был, вероятно, учеником Андреа Бреньо. Его первые известные работы сделаны для Палаццо Дукале в Урбино (до 1482). Затем Романо работал для дворов Феррары и Мантуи, где его работы ценила Изабелла д'Эсте.
В 1491 году он переехал в Милан по приглашению её шурина Лодовико Моро, заказавшему ему могилу Джан Галеаццо Висконти (Чертоза ди Павиа), которую скульптор выполнил в сотрудничестве с Бенедетто Бриоско. После падения рода Сфорца (1499) он вернулся ко двору Изабеллы д'Эсте.
Позже по приглашению папы Юлия II работал в Риме, также в Неаполе, Кремоне, и снова в Милане и Урбино.